# Baleia-bicuda-de-stejneger
A baleia-bicuda-de-stejneger (Mesoplodon stejnegeri) é um cetáceo da família dos zifiídeos (Ziphiidae) encontrado em águas temperadas frias do Pacífico Norte.